# Rhopalosyrphus
Rhopalosyrphus es un género con nueve especies conocidas de insectos dípteros pertenecientes a la subfamilia Microdontinae (familia Syrphidae o moscas de las flores). Antes recibía el nombre de Holmbergia.
Los adultos imitan a las avispas tales como las del género Zethus. Las larvas son detritivoras en los nidos de hormigas.

## Generalidades
Son de distribución Neártica y Neotropical, extendiéndose desde el sur de Estados Unidos al norte de Argentina.
Se conoce muy poco de este género, ya que sólo se han colectado un centenar de ejemplares.
Pueden distinguirse de las moscas del género Microdon por tener un abdomen peciolado distintivo y mesopleuron piloso.
Los adultos presentan formas miméticas con véspidos; en tanto que de los inmaduros sólo se conocen los de una especie. Se encontraron sus larvas en un hormiguero de Pseudomyrmex, por lo que se cree que son mirmecófilos.

## Especies

### Sensu stricto
- Rhopalosyrphus australis Thompson, 2003[3]
- Rhopalosyrphus ecuadoriensis Reemer, 2013[1]
- Rhopalosyrphus guentherii (Lynch Arribálzaga, 1891) (= R. carolae Capelle, 1956)
- Rhopalosyrphus ramulorum Weems & Deyrup, 2003[3]
- Rhopalosyrphus robustus Reemer, 2013[1]

### Sensu lato
- Rhopalosyrphus abnormis (Curran, 1925)
- Rhopalosyrphus abnormoides Reemer, 2013[1]
- Rhopalosyrphus cerioides (Hull, 1943)
- Rhopalosyrphus oreokawensis Reemer, 2013[1]

## Sinonimia y homonimia
En alguna literatura científica se le denomina con la sinonimia Holmbergia Lynch Arribálzaga, 1891 y como un género monespecífico, con Holmbergia guentherii como único miembro.
Además, no debe ser confundido con las especies de Holmbergia Hicken, 1909, puesto que existe una homonimia, perteneciendo a este último género otras dos especies que son plantas amarantáceas de la tribu de las Chenopodieae.